# Автошлях Т 1313
Автошля́х Т 1313 — автомобільний шлях територіального значення в Луганській області. Проходить територією Троїцького, Білокуракинського та Старобільського районів через Троїцьке — Лозно-Олександрівку — Білокуракине — Старобільськ. Загальна довжина — 111,4 км.

## Маршрут
Автошлях проходить через такі населені пункти:
| Автошлях Т 1313        |              |
| Луганська область      |              |
| Троїцький район        |              |
| Троїцьке               |              |
| Вівчарове              |              |
| Дуванка                |              |
| Білокуракинський район |              |
| Лозно-Олександрівка    |              |
| Куплювате              |              |
| Павлівка               |              |
| Білокуракине           | Т 1307       |
| Паньківка              |              |
| Нещеретове             |              |
| Старобільський район   |              |
| Ганнівка               |              |
| Курячівка              |              |
| Підгорівка             |              |
| Старобільськ           | Н26Н21Т 1302 |